# 보흐너 적분
함수해석학에서 보흐너 적분(Bochner積分, 영어: Bochner integral)은 바나흐 공간 값의 함수에 대하여 정의되는, 르베그 적분의 일반화이다.

## 정의
다음 데이터가 주어졌다고 하자.
- {\displaystyle \mathbb {K} \in \{\mathbb {R} ,\mathbb {C} \}}
- {\displaystyle \mathbb {K} }-바나흐 공간 {\displaystyle (V,\|\|_{V})}
- 측도 공간 {\displaystyle (X,{\mathcal {S}},\mu )}

그렇다면, {\displaystyle X\to V} 단순 함수는 다음과 같은 꼴의 함수 {\displaystyle f\colon X\to V}이다.
{\displaystyle f=\sum _{i=1}^{k}v_{i}\chi _{S_{i}}}
{\displaystyle v_{1},\dotsc ,v_{k}\in V}
{\displaystyle S_{1},\dotsc ,S_{k}\in {\mathcal {S}}}
{\displaystyle k\in \mathbb {N} }
(여기서 {\displaystyle \chi }는 지시 함수이다.)
단순 함수의 보흐너 적분은 다음과 같다.
{\displaystyle \int _{X}\left(\sum _{i=1}^{k}v_{i}\chi _{S_{i}}\right)\,\mathrm {d} \mu =\sum _{i=1}^{k}v_{i}\mu (S_{i})\in V}
임의의 함수 {\displaystyle f\colon X\to V}에 대하여, 만약 (다음 좌변이 존재하며) 다음 등식이 성립하는 단순 함수열 {\displaystyle (f_{i})_{i\in \mathbb {N} }}이 존재한다면, {\displaystyle f}를 보흐너 적분 가능 함수라고 한다.
{\displaystyle \lim _{i\to \infty }\int _{X}\|f-f_{i}\|_{V}\,\mathrm {d} \mu =0}
여기서 좌변의 적분은 실수 값의 르베그 적분이다.
이 경우, 보흐너 적분 가능 함수 {\displaystyle f}의 보흐너 적분은 다음과 같다.
{\displaystyle \int _{X}f\,\mathrm {d} \mu =\lim _{i\to \infty }\int _{X}f_{i}\,\mathrm {d} \mu }
여기서 우변의 극한은 노름 거리 위상에 대한 것이다.

### 보흐너 공간
{\displaystyle X\to V} 보흐너 적분 가능 함수들의 {\displaystyle \mathbb {K} }-벡터 공간을 {\displaystyle {\mathcal {L}}^{1}(X;V)}라고 하자. 그 위에 반노름
{\displaystyle \|f\|=\int _{X}\|f\|_{V}\,\mathrm {d} \mu }
을 줄 수 있다. 이 반노름이 0인 원소들의 부분 벡터 공간에 대한 몫
{\displaystyle \operatorname {L} ^{1}(X;V)={\frac {{\mathcal {L}}^{1}(X;V)}{\{f\in {\mathcal {L}}^{1}(X;V)\colon \mu (\{x\in X\colon f(x)\neq 0\})=0\}}}}
을 1-보흐너 공간(영어: Bochner space)이라고 한다.

## 예
만약 {\displaystyle V=\mathbb {K} }일 경우, {\displaystyle V}값의 보흐너 적분은 르베그 적분과 같다.

## 역사
잘로몬 보흐너가 도입하였다.